# Араука (місто)
Ара́ука — колумбійське місто, столиця однойменного департаменту. Розташовано безпосередньо на кордоні з Венесуелою. Повна назва — Вілья-де-Санта-Барбара-де-Араука.

## Історія
Першим європейським дослідником регіону Арауки був німецький конкістадор Георг фон Шпеєр, який побував у тій місцевості 1536 року. Втім конкістадори там не залишились, оскільки вирушили на пошуки Ельдорадо. Згодом замість них прийшли єзуїти, які заснували там перші поселення.
Місто Араука було засновано 4 грудня 1780 року Хуаном Ісідро Дабойном на місці маленького села Гуахіро, у якому проживали близько десятка родин індіанців. Арауку було названо на честь річки, що тепер є природним кордоном між територією міста й Венесуелою та яка, у свою чергу, отримала назву від корінного народу.
Впродовж нетривалого періоду місто було столицею провінції Касанаре Нової Гранади, що була набагато більшою за сучасний департамент Касанаре.
Окрім того, Вілья-де-Санта-Барбара-де-Араука також була:
- столицею революційної Республіки — 16 липня 1816 року;
- центром поліцейського округу (комісаріат в особливо важливих справах) — від 1911 року;
- адміністративним центром провінції Араука — 1955—1991;
- нафтовою столицею Колумбії — від 1986 року;
- адміністративним центром департаменту Араука — від 1991 року.